# Biatorellaceae
Biatorellaceae  Choisy ex Hafellner & Casares (1992) es una familia de líquenes crustáceos perteneciente al orden Lecanorales de amplia distribución cuyos primeros representantes se localizaron en norte de Europa.

## Géneros
Dentro de la familia Biatorellaceae se engloban tres géneros.
- Biatorella De Not. con más de 160 especies conocidas.[1]
- Maronella M. Steiner con una única especie descrita, Maronella laricina.[2]
- Myrioblastus Trevis. con una única especie descrita, Myrioblastus fossarum.[3]
- Piccolia A. Massal. con cinco especies descritas.[4]